# Nereis de l'Epir
Nereis (Νηρηΐς) fou una princesa de l'Epir, filla de Pirros rei de l'Epir.
Es va casar després de la mort del seu pare amb Geló II, fill de Hieró II de Siracusa i fou la mare de Jerònim de Siracusa. Es creu que va sobreviure a la seva neboda Didàmia i fou per tant la darrera representant de la casa reial dels aecides de l'Epir. El seu nom apareix a una inscripció al teatre de Siracusa, on consta que tenia el títol de reina.